# Gesellschaft der Töchter vom Herzen Mariä

Die Gesellschaft der Töchter vom Herzen Mariä (Ordenskürzel: F.C.M. (Filiae Cordis Mariae); Kurzform: „Gesellschaft vom Herzen Mariä“ oder „Töchter vom Herzen Mariä“; französisch Filles du Cœur de Marie) ist eine Ordensgemeinschaft der Römisch-Katholischen Kirche.

## Geschichte
Die Gesellschaft der Töchter vom Herzen Mariä wurde 1790 von Adélaïde-Marie Champion de Cicé sowie dem Jesuiten Pierre-Joseph Picot de Clorivière gegründet. Infolge der Französischen Revolution waren Ordensgelübde verboten. Unter diesen Gegebenheiten suchten Pater de Clorivière und Adélaïde de Cicé einen Weg, das Ordensleben zu bewahren. Im Februar 1791 legten die ersten Schwestern an verteilten Orten in Frankreich ihre Versprechen ab. Sie wirkten im Verborgenen, ohne äußerlich als Ordensfrauen erkennbar zu sein. Anderenfalls wären sie Gefahr gelaufen, verhaftet zu werden.
Seit 1897 sind die Töchter vom Herzen Mariä auch in Deutschland tätig, derzeit in Berlin, Dortmund, Bonn und Köln (Stand 2021).

## Lebensweise und Spiritualität
Bis heute tragen die Mitglieder des Frauenordens keine Ordenstracht und leben nicht in der Klausur; die Ordensschwestern leben entweder allein oder in kleinen Gemeinschaften. Die Gelübde (Gehorsam, Keuschheit und Armut) beinhalten auch Verfügbarkeit, Verantwortungsbewusstsein, häufige Kontakte mit der Oberin und untereinander. Aus der inneren Beziehung mit Jesus Christus leben die Schwestern mitten in der Welt nach den Schriftworten der Gründer:
- „Ich bitte nicht, dass du sie aus der Welt nimmst, sondern, dass du sie vor dem Bösen bewahrst.“ (Joh 17, 15)
- „Ich nenne euch nicht mehr Knechte, sondern Freunde.“ (Joh 15, 15)
- „Was er euch sagt, das tut.“ (Joh 2,5)
- „Dies ist deine Mutter.“ (Joh 17, 29)

Wie schon der Name der Gemeinschaft ausdrückt gehört zur speziellen Ordensspiritualität auch die Verehrung des Unbefleckten Herzens Mariä.

## Apostolat und Organisation
Die Gesellschaft hat keine besondere Aufgabe und ist ausschließlich apostolisch tätig in den Bereichen Erziehung, Gesundheit oder Soziales. Es gibt die Möglichkeit, in Zivilberufen oder auch als Missionarin zu arbeiten.
Die ca. 1.400 Schwestern sind in Europa (Belgien, Deutschland, Frankreich, Großbritannien, Irland, Italien, Portugal, Schweiz, Spanien), Afrika (Äthiopien, Benin, Burkina-Faso, Kenia, Madagaskar, Ruanda), Asien (Indien, Japan, Pakistan, Philippinen), Süd- und Nordamerika (Argentinien, Brasilien, Chile, Ecuador, Guatemala, Kanada, Kolumbien, Mexiko, Peru, USA, Venezuela) engagiert.
Die Leitung der Gemeinschaft liegt bei  der Generaloberin mit ihren vier Generalassistentinnen. Generaloberin ist seit August 2011 María del Carmen Vergara González aus Mexiko. Sitz der Generaloberin ist Paris.
Provinzobere der deutschen Provinz ist Antje Thielpape mit Sitz in  Dortmund.
Eine bekannte Schwester war die deutsche Ärztin Ruth Pfau († 10. August 2017), „der Engel von Karachi“.